# Beschreibung einer Insel
Beschreibung einer Insel ist ein deutscher Film aus dem Jahr 1979. Regie führten Rudolf Thome und Cynthia Beatt.

## Inhalt
Eine Gruppe von fünf deutschsprachigen Ethnologinnen und Ethnologen reist auf die Insel Ureparapara im südpazifischen Inselstaat Vanuatu, um zusammen mit den Einheimischen zu leben und deren Bräuche und Sprache zu dokumentieren.
Gleich zu Beginn des Filmes möchte Gin den Einheimischen Geld als Gegenleistung anbieten, doch diese lehnen ab und fordern die Europäer auf, ihnen bei der Arbeit zu helfen.
Die Bewohner Ureparaparas leben von der Produktion von Kopra. Dabei werden den geernteten Kokosnüssen von Hand die Schalen entfernt und diese anschließend getrocknet.
Die Gruppe lernt, dass die Insulaner einen anderen Begriff von Eigentum haben. Es gibt kaum Privateigentum und es wird viel geteilt.
Im Film wird außerdem das Alltagsleben auf Ureparapara gezeigt, so zum Beispiel eine traditionelle Eheschließung, die von einem christlichen Priester vollzogen wird. Zwischen den Ethnologen kommt es zu langen Gesprächen, die von deren Erwartungen und Frustrationen geprägt sind.
Am Ende des Filmes tauschen sich die Ethnologen untereinander aus und resümieren, dass die individuellen Eindrücke der einzelnen Ethnologen zu komplex waren, als dass sie in einem einfachen Text abgehandelt werden könnten.

## Kritik
„Ein dokumentarischer Spielfilm, der vor allem die Probleme dokumentarischer Arbeit deutlich machen will und dabei eher zu einem Zeugnis der Verstörung als der Erkenntnis wird.“